# Autoroute espagnole B-30
Pour les articles homonymes, voir B30.
La B-30 est une autoroute latérale à l'AP-7 entre Barberà del Vallès et Rubí. Elles sont séparées l'une de l'autre par un terre plein central et des barrières de sécurité excepté dans certaines zones (station service et bifurcation autoroutière...).
D'une longueur de 12 kilomètres environ, elle est destinée aux véhicules locaux et à destination du nord de la Catalogne afin de décharger l'AP-7 qui est dévolue au transit national et international.

En effet, elle permet de desservir toute la zone nord de l'agglomération de Barcelone.
La B-30 est aux normes autoroutières avec au minimum 2x2 voies séparées par un terre-plein central et elle est surnommée troisième ceinture de Barcelone.

## Tracé
- Elle débute au nord de Barcelone au niveau de Barberà del Vallès où elle se sépare latéralement du flux de l'AP-7 par un terre-plein central dans les deux sens de circulation.
- Elle longe l'AP-7 pour croiser au nord de Cerdanyola del Vallès la C-58 en provenance de Terrassa et à destination de Barcelone.
- À hauteur de Sant Cugat del Vallès, elle bifurque avec la C-16 en provenance de Berga.
- Alors qu'au sud de Rubí les trafics se rejoignent pour ne plus former qu'une autoroute : l'AP-7.

## Sorties
| Numéro de la sortie | Nom de la sortie | Bifurcation |
| ------------------- | --- | ----------- |
|                     | Gerone - France Saragosse - Valence Lleida - Tarragone                                                                     | AP-7        |
| 01                  | Sabadell Sud - Cerdanyola del Vallès                                                                                       | N-150       |
|                     | Barcelone-Avendia Meridiana Sabadell - Terrassa                                                                            | C-58        |
| 02                  | Université autonome de Barcelone Cerdanyola del Vallès Nord                                                                |             |
| 03                  | Sant Cugat del Vallès Est Sabadell Sud - Aéroport de Sabadell                                                              |             |
| 04                  | Sant Cugat del Vallès-Roquetes                                                                                             |             |
| 05                  | Sant Cugat del Vallès Nord                                                                                                 |             |
| 06                  | Sant Cugat del Vallès Ouest                                                                                                |             |
|                     | Université polytechnique de Catalogne - Barcelone-Via Augusta Tunnel de Vallvidrera Terrassa - Manresa - Berga - Puigcerda | C-16        |
| 07                  | Rubi - Sant Cugat del Vallès                                                                                               |             |
| 08                  | Rubi - Mira-Sol |             |
| 09                  | Valldoreix - Can Pi de Vilaroc                                                                                             |             |
|                     | Gerone - France Saragosse - Valence Lleida - Tarragone                                                                     | AP-7        |